# Augusto Mateus
Augusto Carlos Serra Ventura Mateus (ur. 27 sierpnia 1950 w Lizbonie) – portugalski ekonomista i nauczyciel akademicki, profesor, w latach 1996–1997 minister gospodarki.

## Życiorys
W 1972 ukończył ekonomię w ISCEF, instytucie wchodzącym w skład Uniwersytetu Technicznego w Lizbonie. Odbył też studia podyplomowe na Université Paris-Nanterre. Zajął się działalnością akademicką, uzyskał pełną profesurę w instytucie ekonomii i zarządzania ISEG. W pracy badawczej specjalizował się w zagadnieniach z zakresu makroekonomii, ekonomii politycznej, konkurencyjności i strategii przedsiębiorstw. Był konsultantem instytucji krajowych i międzynarodowych, powoływany w skład organów redakcyjnych periodyków naukowych. Założył także własną firmę doradczą pod nazwą „Augusto Mateus & Associados”.
W okresie pierwszego rządu Antónia Guterresa zajmował stanowisko sekretarza stanu do spraw przemysłu (1995–1996), a od marca 1996 do grudnia 1997 sprawował urząd ministra gospodarki. W 2013 powołany w skład rady nadzorczej koncernu energetycznego EDP.